# Jaap van Duijn (econoom)

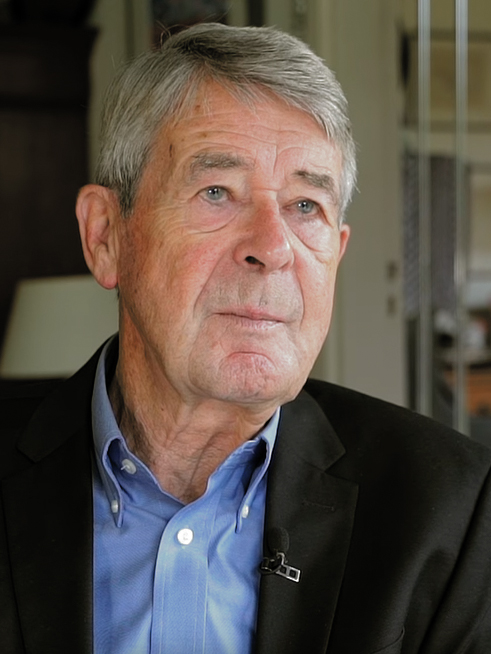
Jaap van Duijn (2016)

Jacob Johan van Duijn (Naaldwijk, 4 december 1943) is een Nederlands econoom, wetenschapper, bestuurder en buitengewoon hoogleraar.

## Leven en werk
Van Duijn studeerde algemene economie aan de Nederlandsche Economische Hoogeschool in Rotterdam. Aansluitend behaalde hij in 1972 zijn Ph.D. in Economics aan de Universiteit van Illinois te Urbana-Champaign (VSA).
Van 1972 tot 1983 werkte hij als achtereenvolgens wetenschappelijk medewerker, lector en hoogleraar algemene economie bij de Interfaculteit Bedrijfskunde in Delft.
Sinds 1983 werkte hij bij de Robeco Groep, tot 1988 als lid van de groepsdirectie, daarna als lid van het beleidscomité verantwoordelijk voor beleggingen en als lid van de Raad van Bestuur. Sinds 1989 is hij ook buitengewoon hoogleraar in de praktische aspecten van de beleggingstheorie aan de Universiteit van Amsterdam.
Van Duijn heeft tal van publicaties op zijn naam staan, vooral op het terrein van de conjunctuuranalyse, industriepolitiek en algemeen en regionaal-economisch beleid.
Hij is verder onder meer voorzitter van de Beleggingscommissie Stichting Heidemaatschappij Pensioenfonds en de Beleggingscommissie KPN Pensioen, adviseur van de Stichting Pensioenfonds Hoogovens en lid van de Beleggingscommissie Stichting Akzo-Pensioenfonds, voorzitter van de DLG-raad, lid van de Centrale Commissie voor de Statistiek (CCS) en lid van de Raad van Toezicht van de Universiteit Wageningen.
In september 2007 nam Van Duijn zitting in de Deltacommissie nieuwe stijl. Hij schrijft iedere zaterdag een column in dagblad De Telegraaf.
Van Duijn is de vader van romanschrijver en ondernemer Jacob van Duijn.